# Pen (Software)
Pen ist eine Software zur Serverlastverteilung, die alle Anfragen an einen bestimmten Port eines Netzwerkdienstes annimmt, und diese dann auf einzelne Server verteilt, um die Gesamtlast eines einzelnen Servers zu verringern.

## Funktion
Pen nimmt Anfragen für TCP-basierende Protokolle (HTTP, SMTP, …) entgegen und leitet diese gleichmäßig an die beim Start angegebenen Server weiter. Wiederholt anfragende Clients werden an denselben Server weitergeleitet, um z. B. Webapplikationen nicht in ihrer Funktion zu beeinträchtigen.

Sollte einer der Zielserver plötzlich unerreichbar sein (durch Fehlfunktion oder Ähnliches), so sucht Pen nach einem neuen, wobei der am meisten ausgelastete Server aus der Suche ausgeschlossen wird.

Um den Server, auf dem Pen betrieben wird, zusätzlich vor Ausfällen zu schützen, bietet der Entwickler ein Dienstprogramm zur Nutzung des Virtual Router Redundancy Protocol (VRRP) an.